# WORLD WING

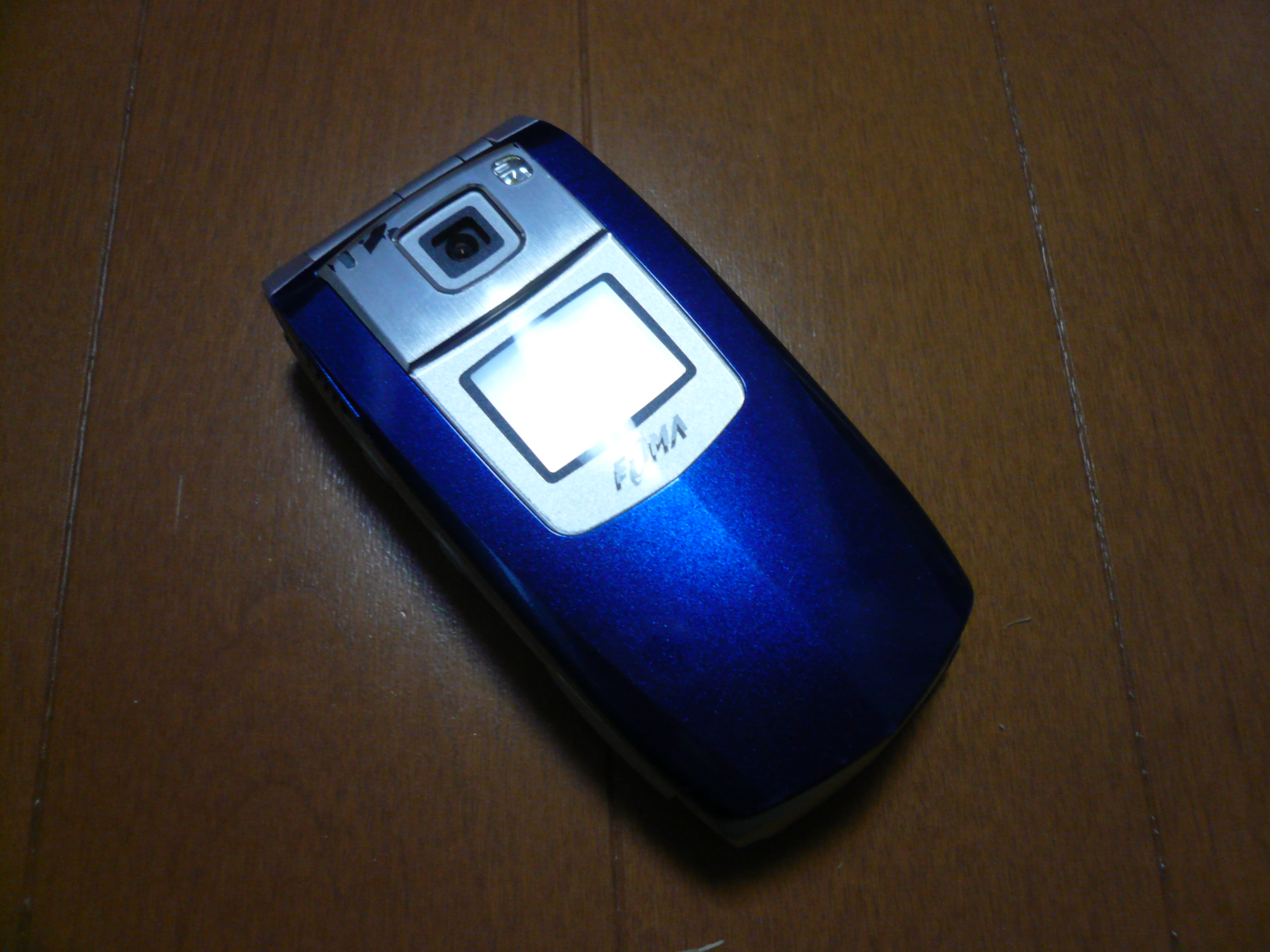
WORLD WING 初代対応FOMA N900iG

WORLD WING（ワールドウィング）は、NTTドコモ（ドコモ）の国際ローミング・サービス。FOMAを対象にして2003年6月に開始された。2006年6月にはmova向け国際ローミングサービスWORLD WALKER（ワールドウォーカー）を統合し、名称を一本化した。

## 概要
日本国内で使用しているドコモの携帯電話を電話番号やメールアドレスはそのままに、ドコモと提携している日本国外の通信事業者のサービスエリアで利用できるサービス。通話・iモード（iモードメール含む）・SMS・データ通信などを日本国外で利用することが可能。WORLD WING対応端末であれば、そのまま日本国外へ持って行けば利用できる(ただし、端末によって設定が必要となる場合がある)。対応機種でない場合、国際空港などにあるドコモワールドカウンターやドコモショップでWORLD WING対応端末をレンタルし、SIMカードを移し変える事で日本国外での利用ができる。2007年秋以降発売されているFOMA及びXiはらくらくホンなども含め、概ねWORLD WINGに対応している。2014年3月にはLTEに対応したサービスも開始した。
なお、このサービスは通信料が高額であるため、使いすぎないように注意する必要がある。データ通信（iモード等）に関しては海外パケ・ホーダイを利用する事で1日単位ではあるが通信料が定額（1日最大2980円）となるため、特に通信量の多い場合は海外パケ・ホーダイの利用が推奨される。
第5世代移動通信システム（5G）の日本国外でのローミング（ローミングアウト）については、2022年7月15日より一部の国でサービスを開始した。

## WORLD WING 利用可能国
利用可能国は、2014年9月現在227と、日本の通信キャリアではトップ。
| 音声利用可能国                  | 227の国と地域（内3G: 156カ国）              |
| iモード、パケット接続利用可能国 | 211の国・地域（内3G: 154カ国、LTE: 15カ国） |
| テレビ電話利用可能国            | 54の国・地域                                |
| SMS利用可能国                   | 227の国・地域（内3G: 156カ国、LTE: 15カ国） |

## 通話・通信料金

### 通話料金
WORLD WINGの通話料金は、国や利用する事業者または発信先によって異なる。また発信する料金、日本から着信転送される料金もそれぞれ異なる。そのため WORLD WING日本国外でつかうときの通話・通信料・サービスエリア検索 で事前に調べておく必要がある。
- 発信料金：滞在国→滞在国内への通話、滞在国→日本への通話、滞在国→それ以外の国への通話料と3種類ある。
- 着信料金：日本にいる人から自分の携帯にかけた際、日本から滞在国へ転送する料金として国際転送料が発生する。また国によってはそれに加え着信料が発生する。そのため、着信を受け付けない設定を行うことができる。テレビ電話のみ着信規制、または音声通話とテレビ電話を含めた全ての着信規制を選ぶことができる。

### パケット通信料金
WORLD WINGで滞在国でのパケット通信料金は1パケット（128バイト）0.2円が通常である。しかしコネクサス・モバイル・アライアンスを中心とした特定通信事業者を利用した場合、1万パケットまで従量課金で1パケット0.2円で加算され、1万パケットから12万パケットまで2,000円の定額で済む事業者がある。BlackBerryやWindows Mobile、Androidといったスマートフォン、PCを使った通信が対象となる。
iモードを利用する際はセッションごとにアクセス利用料が別途発生する。50パケットまで無料で使えて50円のパターンと、100パケットまで無料で使え100円のパターンの2パターンがある。超過した場合は1パケット0.2円となる。

#### 海外パケ・ホーダイ
2010年9月1日より、日本国外でのiモード、スマートフォン、モデム接続それぞれのパケット通信料が定額となる海外パケ・ホーダイが開始された。
詳細は海外パケ・ホーダイを参照

### SMS利用料金
発信に100円、受信は無料。

### 無料通話分の利用
WORLD WINGを利用した場合、その通話料金・パケット通信料金などに、ドコモの料金プランの無料通信分やパケットパック定額料を利用することができる（海外パケ・ホーダイ適用のものは除く）。そのため、日本国外に行きWORLD WINGを利用する場合は、やや高めの料金プランに変更して渡航するほうが得になる。auも現在では同様であるが、ソフトバンクは無料通信分は国際ローミングでは適用されない。

## FOMA/LTE
当初からWORLD WINGと呼ばれていたサービスである。
利用に際しては、当初はFOMAに国際ローミング端末がなかったため、国内で使用しているFOMA端末機から、使用者情報を記録したFOMAカードを外し、それをドコモからレンタルした（あるいは、別途用意した）日本国外用の電話機に取り付けて渡航するのが基本であった。N900iG以降、一部の端末が国際ローミング対応となってきており、そのような機種では一部の周波数帯（GSM850MHzや北米・豪州でのUMTSなど）を用いている地域以外、FOMAカードを差し替えることなくそのまま日本国外に持ち出して使用できる。電話番号については、発着信共に日本国内と同じものがそのまま使用できる。また905i以降の機種からは国際ローミング機能を標準で搭載する。
対応機種の増加に加え、GSMや3G850MHz対応などが機種によって異なるといった事情から、ドコモでは端末機を以下のクラスに分類している。クラスは当初4クラスだったが、2014年3月のLTE対応開始により「クラス5」が追加された。
| クラス  | 3G | 3G850 | GSM | LTE |
| ------- | -- | ----- | --- | --- |
| クラス1 | ◯  | -     | -   | -   |
| クラス2 | ◯  | ◯     | -   | -   |
| クラス3 | ◯  | -     | ◯   | -   |
| クラス4 | ◯  | ◯     | ◯   | -   |
| クラス5 | ◯  | ◯     | ◯   | ◯   |

### 海外プラスナンバー
2009年3月より韓国のKTF（現・KT）と共同開発した海外プラスナンバーといわれるサービスが開始された。これはNTTドコモのFOMAカードにKTの電話番号を書き込み、通常のWORLD WING対応の携帯電話が韓国内でKTの携帯電話番号で通話ができるサービスである。このサービスにより通常の国際ローミング通話料金より約27%〜60%割引で利用できる。1つのSIMカードに2つキャリアの電話番号が利用できる初めてのサービスである。KTの利用者も日本で同様のサービスを受けることができる。
しかし、日本側では市場環境の変化を理由に、2015年12月15日限りで新規申し込みの受付を終了し、2016年10月31日（月曜）をもってサービスを終了した。

## Wi-Fi
海外の公衆無線LANスポットを対象としたローミングサービスである。2012年7月1日サービス開始。料金体系は原則としてFOMAの場合と同じ。海外パケ・ホーダイにも対応しており、同サービスの対象国・地域であれば、ローミング先のどの事業者を利用しても海外パケ・ホーダイの対象となるが、海外1dayパケの対象には含まれない。なお利用には事前申し込みによるID・パスワードの発行が必要。
2021年12月14日でサービスを終了した。

## mova
従来WORLD WALKERと呼ばれていたサービスである。movaは日本専用のPDC方式であるため端末を日本国外に持ち出しても使用できず、またSIMカードを採用していないためプラスチックローミングもできない。そのため、FOMAと同等の国際ローミングを擬似的に実現している。

### 海外専用カード
従来WORLD WALKER G-CARDと呼ばれていたサービスである。movaと同一番号のSIMカードが発行され、別途用意した日本国外用端末に挿して使用する。SIMカードは初回の発行手数料だけで何度でも利用可能。通話料のほか、発着信があった日のみカード使用料金がかかる。なお、このSIMカードを国内でFOMA端末に挿しても使用することはできない。また、movaからFOMAへ契約変更した場合は無効となる。（WORLD WINGを申し込まない、申し込みを問わず無効になる）
movaからSIMカードへの切り替えは、日本国外での発着信により自動的に行われるが、その逆は帰国後にmova端末で「1540」をダイヤルする必要がある。auのように端末上での設定はいらず、カードを差し替えて切り替え番号をダイヤルするだけである。この番号は、デュアルネットワークサービスでのFOMA/mova間切り替え番号と同じであることから、デュアルネットワークサービスを応用して日本国外使用時のみ一時的にFOMAユーザーとし、国内ではmovaに切り替えて使うことがわかる。
movaサービスの停波決定に伴い、2009年3月31日をもって新規発行が停止された。

## レンタルサービス

### FOMAでのレンタル
日本国外に渡航する際、WORLD WING対応でないFOMAを利用している場合、WORLD WING対応のFOMAをレンタルすることができる。レンタルは、ドコモショップまたは以下のドコモワールドカウンター、または宅配で利用することができる。レンタル端末は当初はN900iGで、端末が古くサービス低下（使える機能が時代に合っていない、N900iGは2GHzしか対応しない）したために後にN705iアマダナホワイトとなる。
レンタル端末の老朽化・サービス低下、及びユーザーが機種変更で自ずとWORLD WING対応機種になり、普及したことにより、レンタル端末を用意する必要が無くなりレンタルは終了した。

#### レンタル料金
- iモードやドコモショップ、My docomoで事前予約をした場合300円/日
- 直前予約、電話予約、予約なしの場合 500円/日
- ドコモのおさいふケータイクレジットのDCMX会員は年2回（1回につき最大30日）まで無料となる[9]。

#### 事前予約方法
iモードの場合
iMenu → お客様サポート → お申込・お手続き → 海外利用のお申込・お手続き → WORLD WINGケータイレンタル
パソコンの場合
My docomoサイトから予約する。
ドコモショップ
ドコモショップで予約が可能。ただし来店での予約になる。

#### 受け取り場所
事前予約した場合、以下のドコモワールドカウンターやドコモショップまたは、宅配で受け取ることができる。宅配の場合は送料は無料となるが、早めの予約が必要となる。ワールドカウンターは出国当日の受け取りとなる。

#### ドコモワールドカウンター

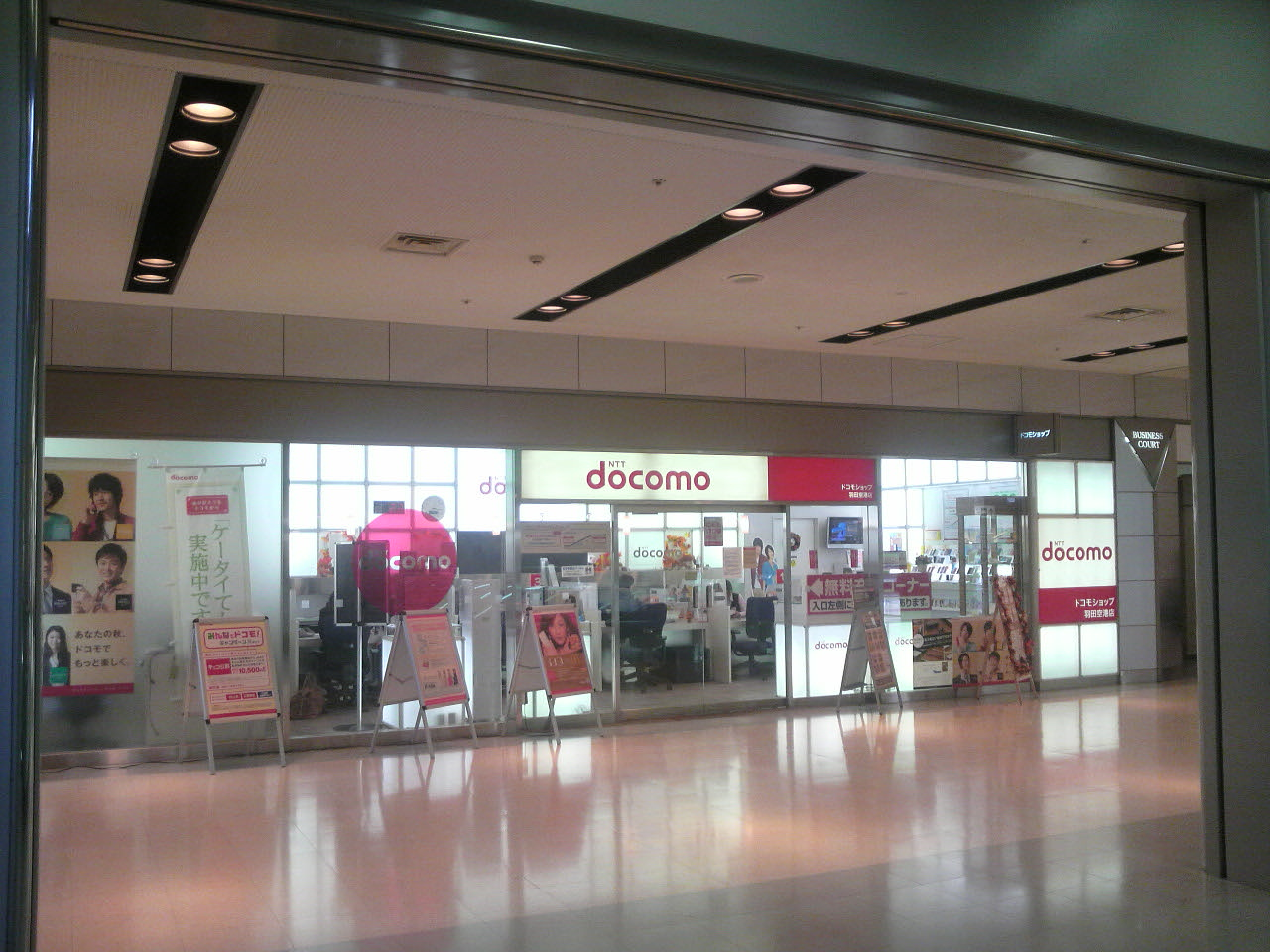
ドコモショップ羽田空港店（第一ターミナル）

ドコモワールドカウンターでは、国際ローミングアウトケータイ (N705i) の貸し出し、またはローミングインケータイの貸し出しなどを行っている。その他に通常の新規受付、機種変更、WORLD WINGサービスの付け廃止、プラン変更、及び日本国外端末の操作説明なども行っている。日本国外長期滞在者などが、NTTドコモUSA（アメリカ）やドコモ・ヨーロッパ（フランス、イギリス、ドイツ、オランダ）で予約をしておけば、日本国外から帰国後すぐにワールドカウンターで新規携帯電話を受け取ることができる。
ワールドカウンターのある空港
成田国際空港、中部国際空港、新千歳空港、広島空港、関西国際空港、羽田空港、仙台空港、福岡空港、ドコモ ワールドカウンターハワイ
返却のみ扱う空港
仙台空港、福島空港、新潟空港、富山空港、小松空港、岡山空港、高松空港、松山空港、那覇空港、博多港、ハワイホノルル国際空港

### movaでのレンタルサービス
従来WORLD WALKER-PLUSと呼ばれていたサービスである。movaサービスの停波日決定に伴い2009年3月31日をもって新規発行を停止された。
上記の海外専用カードと日本国外用端末をセットでレンタルする。カードの発行に2,000円かかるが、レンタル料は無料である。また一度発行すれば、カードは継続して利用することができる。
この方式は、WORLD WALKER G-CARDの導入に伴い、これを利用して始められたものであり、それ以前は以下のような方式であった。いずれも着信転送を主眼においているが、滞在先の国での国内通話や国際電話の発信もできる。
- PDCとGSM 900MHzのデュアルモード機N601wgを購入またはレンタルする。これには香港HutchisonのSIMカードが付属し、movaの番号への着信が自動で転送される。ヨーロッパ・アジア・アフリカ向け。端末としてはN207にGSMの基盤を載せたような物、GSM 1900MHzに対応していないので、北米と中南米の多くの国では使用できない。（GSM1900MHz対応機にN601wgのSIMを差し込めば使えたかもしれないが、NTTドコモはSIMカードの取り外しを案内しておらず、エリアも「非対応」とされていた。）
- PDCとcdmaOneのデュアルモード機P601wkを購入またはレンタルする。これには韓国SKテレコムの回線契約が付属し、movaの番号への着信が自動で転送される。端末としてはP207にcdmaOneの基盤を載せたような端末、韓国向け。
- 日本国外専用端末をレンタルし、movaの番号への着信をこの端末の番号に転送する。GSM 900MHz非対応の北米・中南米諸国で利用する場合の唯一の選択肢。利用者自身でmovaの転送設定を行う必要がある。WORLD WALKER-PLUSのメニューのひとつとしてレンタルされていたが、本質的には、ドコモと無関係な日本国外の携帯電話（韓国はSKテレコム、GSMはHutchisonで香港以外はハチソンからRm）に転送しているだけであり、ドコモが固有のサービスや端末を提供しているわけではない。

movaレンタルのワールドカウンターのある空港
成田国際空港、中部国際空港、関西国際空港、ドコモ ワールドカウンターハワイ
そのほかにドコモショップでもレンタルが可能である。

## 日本国外でのサポート拠点
NTTドコモでは以下の都市において、携帯電話の無料充電サービスや、日本国外での携帯電話の利用方法や操作方法についてのサポートを実施している。またニューヨークやロンドンでは、日本国外長期滞在者向けのサポートを実施している。
| 国                                                      | 場所 |
| ------------------------------------------------------- | --- |
| ドコモサポートデスク ロンドン                           | Dorland House,14-20 Regent Street, London, SW1Y 4PH, U.K. （ロンドン三越 1階）                                             |
| ドコモサポートデスク ニューヨーク                       | 1073 Avenue of the Americas, New York, NY 10018, U.S.A. （ニューヨーク紀伊國屋書店 B1階、6Ave.沿い40th St.と41st St.の間） |
| ドコモ サポートデスク ロサンゼルス                      | 21515 Western Ave. Torrance, CA 90501 Mitsuwaトーランス店                                                                  |
| ドコモサポートデスク 上海 ドコモチャイナ                | 上海市浦東新区世紀大道100号（上海環球金融中心2階）                                                                         |
| ドコモ サポートデスク 北京                              | 北京市朝陽区建国門外大街26号 長富宮飯店 3階「JTBツアーデスク」内                                                           |
| ドコモ サポートデスク パリ                              | 18 RUE DES PYRAMIDES 75001 PARIS,FRANCE ジュンク堂隣（マイバス社内）                                                       |
| ドコモ サポートデスク シンガポール ドコモシンガポール   | 177 River Valley Road #B1-20 Liang Court, Singapore （リャンコート ショッピングセンター内）                                |
| ドコモ サポートデスク 香港                              | WHARF T&T CENTER 7F, CANTON RD, TSIM SHA TSUI, KOWLOON, HONG KONG（JTB支店内）                                             |
| ドコモ サポートデスク 台北                              | 台北市中山北路二段39巷3号地下2階 （DFSギャラリア JTBラウンジ内）                                                           |
| ドコモ サポートデスク バリ                              | DFS GALLERIA Bali 2F, JL. BY PASS NGURAH RAI, KUTA, BALI （ラマ ツアーズ内）                                               |
| ドコモ サポートデスク バンコク （ナショナルスタジアム） | Siam@Siam Hotel Building 9F, 865 Rama 1 Rd., Wangmai, Phatumwan, Bangkok （ウェンディー ツアー内）                         |
| ドコモ サポートデスク バンコク （プロンポン）           | 1/8 Soi Sukhumvit 39, Sukhumvit Road, Klongtonnue, Watana, Bangkok （ベリーモバイル ショップ内）                           |
| ドコモ サポートデスク 北京                              | 北京市朝陽区建国門外大街26号 （長富宮飯店 3階JTBツアーデスク内）                                                           |
| ドコモ サポートデスク ソウル                            | ソウル市中区小公洞1ロッテホテル（本館）2階 （KNT ホリデイラウンジ内）                                                      |
| ドコモ サポートデスク グアム                            | DFS GALLERIA 1F 1296 PALE SAN VITORES ROAD, TUMON, GUAM （ツアーラウンジセンター内）                                       |

また上記の場所以外でも、充電サービスや充電器貸し出しサービスを行っている。海外現地サポート（無料充電サービス等）箇所はこちらを参照